# Pucallpa
Pucallpa (Quechua: puka allpa, "đất đỏ") là một thành phố ở phía tây Peru, bên hai bờ của sông Ucayali, một chi lưu chính của sông Amazon. Đây là thủ phủ của vùng Ucayali, của tỉnh Coronel Portillo và Calleria (huyện).
Pucallpa được những nhà truyền giáo Franciscan thành lập vào thập niên 1840. Trong nhiều thập niên, đây vẫn là một khu định cư nhỏ do nằm cô lập khỏi quốc gia này, bị rừng mưa nhiệt đới Amazon và dãy Andes cách trở. Từ thập niên 1880 đến 1920, một dự án đường sắt nối khu này với phần còn lại của Peru nhưng bị làm và bỏ nhiều lần, cuối cùng bỏ hẳn. Thế cô lập của Pucallpa chấm dứt năm 1945 với việc hoàn thành tuyến đường bộ từ Lima nối Tingo Maria. Pucallpa có sân bay quốc tế Captain Rolden.